# Georges Petit
Georges Petit, född 11 mars 1856 i Paris, död 12 maj 1920, var en fransk konsthandlare.
George Petit var son till François Petit, som grundade Galerie François Petit i Paris 1846, som blev en framgångsrik konsthandel. Georges Petit ärvde galleriet vid 21 års ålder 1877.
Han började köpa impressionistmålningar 1878. Han drev sitt galleri i skarp konkurrens med Paul Durand-Ruel, som ärvt sitt galleri efter sin far 1865 och som hade främjat impressionisterna redan från 1870. Georges Petit öppnade 1881 ett galleri på 12, rue Godot de Mauroy – senare flyttat till 8, rue de Sèze – som blev ett populärt alternativ till att ställa ut på den officiella Parissalongen. Han ordnade där en serie utställningar under namnet Expositions internationales de Peinture från 1882. John Singer Sargent ställde ut sitt porträtt av Vernon Lee på den första utställningen. Utställningarna drog till sig verk av bland andra Monet, Camille Pissarro, Auguste Renoir och Alfred Sisley.
År 1887 ställde  Auguste Rodin ut Kyssen och tre av skulpturerna i skulpturgruppen Borgarna i Calais på galleriet. 
Efter Petits död övertogs galleriet av bröderna Gaston och Josse Bernheim-Jeune på Galerie Bernheim-Jeune och deras partner Étienne Bignou. Det stängde 1933.

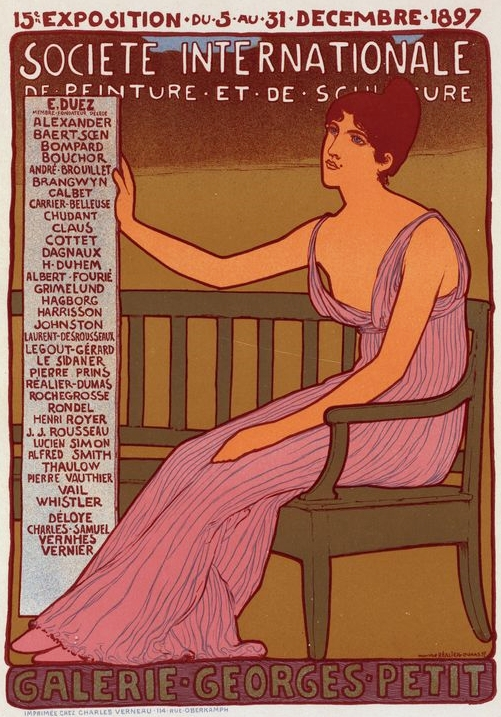
Affisch av Maurice Réalier-Dumas för den 15:e "Exposition de la Société internationale de peinture et de sculpture" på Galerie Georges Petit 1897
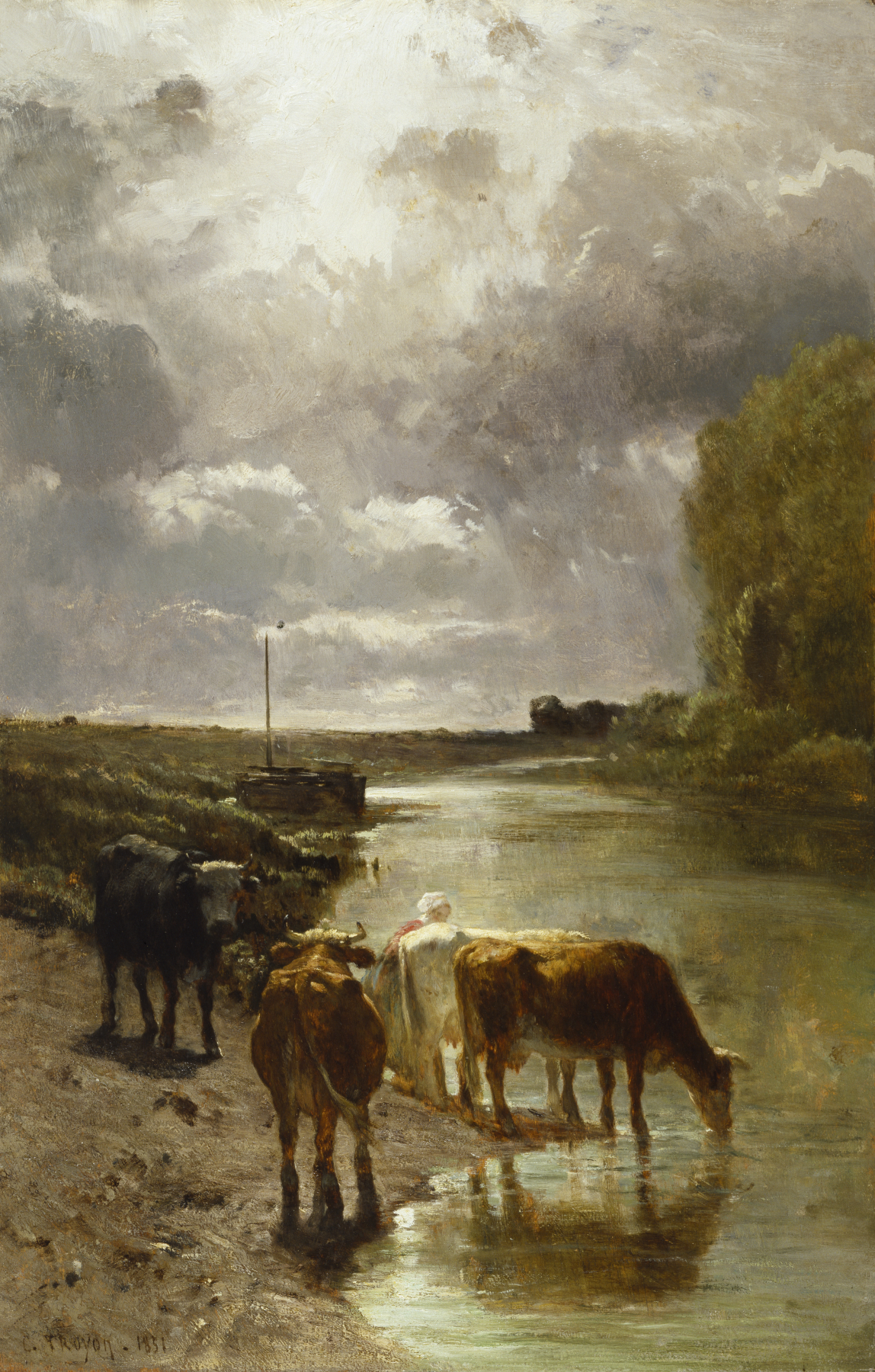
Boskap som dricker av Constant Troyon, utställd 1883 på Georges Petit.